# Ebblinghem
Ebblinghem [ɛblɛ̃ɡɛm] est une commune française, située dans le département du Nord en région Hauts-de-France.

## Géographie

### Situation
Ebblinghem se situe à 9 km d'Hazebrouck et 11 km de Saint-Omer.

### Communes limitrophes
|           |            | Staple |
| Renescure | Ebblinghem |        |
|           | Lynde      |        |

### Voies de communication et transports
Ebblinghem était située sur la voie romaine allant de Boulogne-sur-Mer à Bavay, passant par Thérouanne, Ebblinghem, Bavinchove, Cassel.
Ebblinghem est située sur l'ancienne route nationale 42 (aujourd'hui RD 642) vers Boulogne-sur-Mer, Saint-Omer et l'A26 à l'ouest, et vers Hazebrouck et l'A25 (vers Armentières et Lille) à l'est. Elle est actuellement l'une des seules communes à être traversée en son centre par cette route qui est une voie rapide sur les trois-quarts de sa longueur. Le trafic dense (17 000 véhicules par jour) et les vitesses élevées des automobilistes poussent les élus à réfléchir à un contournement de la ville depuis de nombreuses années.
La gare d'Ebblinghem est desservie par des TER entre Lille-Flandres et Calais-Ville.

### Hydrographie

#### Réseau hydrographique
La commune est située dans le bassin Artois-Picardie. Elle est drainée par la Longue Becque, la Becque de la chapelle, la Belle Vue, la Maison Blanche et un autre petit cours d'eau,.
La Longue Becque, d'une longueur de 10 km, prend sa source dans la commune de Lynde et se jette  dans le canal de Neuffossé à Wardrecques, après avoir traversé quatre communes. 

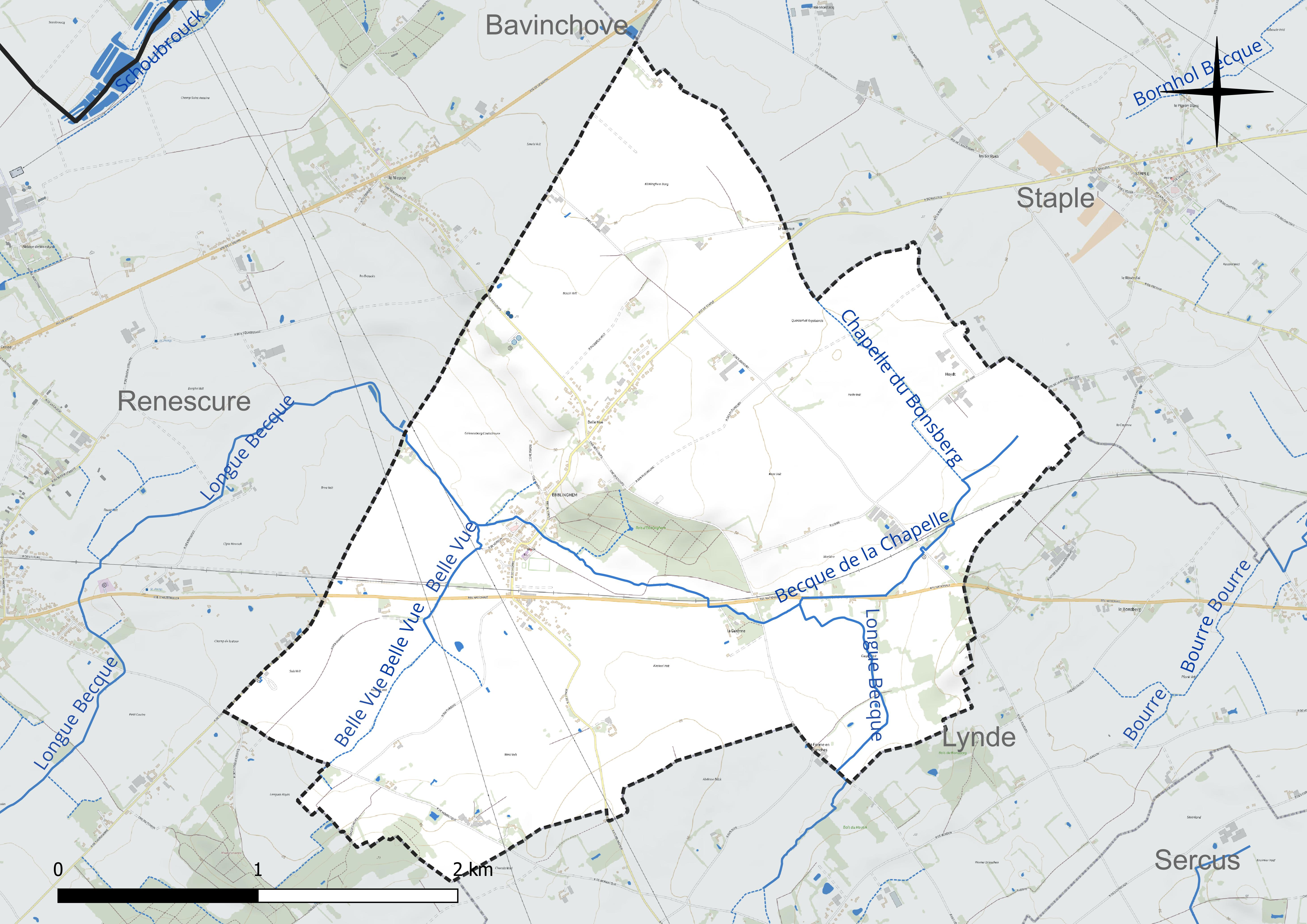
Réseau hydrographique d'Ebblinghem.

#### Gestion et qualité des eaux
Le territoire communal est couvert par le schéma d'aménagement et de gestion des eaux (SAGE) « Audomarois ». Ce document de planification concerne un territoire de 662 km2 de superficie, délimité par le bassin versant de l'Aa et sa zone d'étalement : le marais audomarois. Le périmètre a été arrêté le 4 février 1994 et le SAGE proprement dit a été approuvé le 31 mars 2005, puis révisé le 15 janvier 2013, puis le 21 novembre 2021. La structure porteuse de l'élaboration et de la mise en œuvre est le syndicat mixte pour l'aménagement et la gestion des eaux de l'Aa (SmageAa). 
La qualité des cours d'eau peut être consultée sur un site dédié géré par les agences de l'eau et l'Agence française pour la biodiversité. 

### Climat
Pour des articles plus généraux, voir Climat des Hauts-de-France et Climat du Nord.
En 2010, le climat de la commune est de type climat océanique altéré, selon une étude du CNRS s'appuyant sur une série de données couvrant la période 1971-2000. En 2020, Météo-France publie une typologie des climats de la France métropolitaine dans laquelle la commune est exposée à un climat océanique et est dans la région climatique  Côtes de la Manche orientale, caractérisée par un faible ensoleillement (1 550 h/an) ; forte humidité de l'air (plus de 20 h/jour avec humidité relative > 80 % en hiver), vents forts fréquents. 
Pour la période 1971-2000, la température annuelle moyenne est de 10,5 °C, avec une amplitude thermique annuelle de 13,5 °C. Le cumul annuel moyen de précipitations est de 797 mm, avec 12,6 jours de précipitations en janvier et 8,3 jours en juillet. Pour la période 1991-2020, la température moyenne annuelle observée sur la station météorologique la plus proche, située sur la commune de Steenvoorde à 15 km à vol d'oiseau, est de 11,2 °C et le cumul annuel moyen de précipitations est de 727,8 mm,. Pour l'avenir, les paramètres climatiques de la commune estimés pour 2050 selon différents scénarios d'émission de gaz à effet de serre sont consultables sur un site dédié publié par Météo-France en novembre 2022.

## Urbanisme

### Typologie
Au 1er janvier 2024, Ebblinghem est catégorisée commune rurale à habitat dispersé, selon la nouvelle grille communale de densité à sept niveaux définie par l'Insee en 2022.
Elle est située hors unité urbaine. Par ailleurs la commune fait partie de l'aire d'attraction de Saint-Omer, dont elle est une commune de la couronne,. Cette aire, qui regroupe 79 communes, est catégorisée dans les aires de 50 000 à moins de 200 000 habitants,.

### Occupation des sols
L'occupation des sols de la commune, telle qu'elle ressort de la base de données européenne d'occupation biophysique des sols Corine Land Cover (CLC), est marquée par l'importance des territoires agricoles (93 % en 2018), une proportion sensiblement équivalente à celle de 1990 (93,8 %). La répartition détaillée en 2018 est la suivante : 
terres arables (90,1 %), zones urbanisées (3,5 %), forêts (3,5 %), prairies (2,9 %). L'évolution de l'occupation des sols de la commune et de ses infrastructures peut être observée sur les différentes représentations cartographiques du territoire : la carte de Cassini (XVIIIe siècle), la carte d'état-major (1820-1866) et les cartes ou photos aériennes de l'IGN pour la période actuelle (1950 à aujourd'hui).

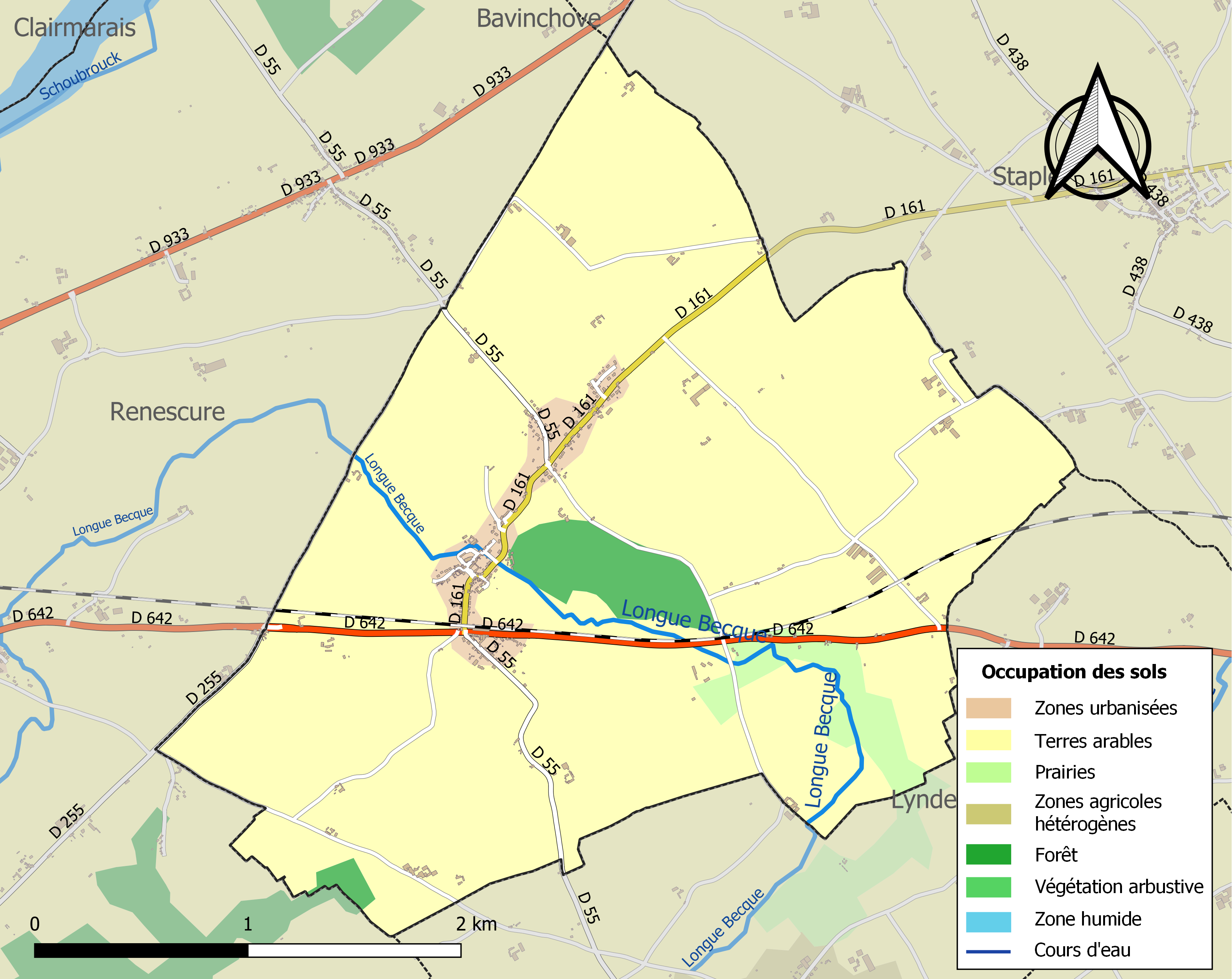
Carte des infrastructures et de l'occupation des sols de la commune en 2018 (CLC).

## Toponymie
Le nom de la localité est attesté sous les formes Humbaldingahem en 826,  Ebresingahem en 857,  Abblinghem fin du XVIIIe siècle.
Humbaldingahem en 826 : le « domaine d'Humbald », nom de personne germanique.
Ebblinghem : toponyme germanique composé de trois termes: ebbl-ing-hem, traduisible par « demeure du peuple de Ebbl ».
Ebblingem en flamand.
En flamand occidental le village est appelé maintenant Appelghem.

## Histoire

### Préhistoire
Ce territoire autrefois riche en zones humides et pourvue de sols de qualité a  connu une occupation préhistorique et des activités agricoles précoces. Une fouille de prospection faite au Pont d'Asquin en 1984 a montré dans le front de taille de la carrière de la tuilerie les restes de foyers préhistoriques, avec traces de combustion au niveau du sol holocène colluvionné, avec des tessons de poterie (non décorés à pâte évoquant le Néolithique final ou Ghalcolithique), des silex chauffés épars, de nombreux charbons de bois, des cendres, des os animaux brûlés.

### Période historique
Avant la Révolution française, la paroisse était incluse dans le diocèse de Thérouanne, puis à la disparition de celui-ci dans le diocèse de Saint-Omer.
En 1545, la seigneurie d'Ebblinghem est détenue par un membre de la maison de Saint-Omer, branche dite de Morbecque; sa fille Marie est abbesse de l'abbaye Notre-Dame de Bourbourg.
La seigneurie devint par la suite baronnie, est détenue vers le XVIe siècle par la famille Van Steenbeke, puis par la famille de Mailly-Mamtez
En 1677, Maximilien-François-Joseph de Mailly-Mamez, (liste des seigneurs de Mailly) fils de François-Florent, baron d'Ebblinghem et grand bailli de Cassel est cité dans une affaire de possession d'un fief situé dans la châtellenie de Bourbourg disputé entre deux prétendants. Marie de Bryas (appartenant probablement à la Famille de Bryas) possédait le fief. Sa fille ou belle-fille-Anne Françoise de Sainte-Aldegonde (famille de l'Artois) voulut favoriser son fils cadet François-Joseph. Maximilien revendiqua également le fief et obtint gain de cause en tant que fils aîné et donc héritier féodal de Marie de Bryas. En 1684, il cède le fief à ses frères et sœurs, Florent-François et Agnès-Jeanne qui le revendirent en 1693 à un bourgeois de Bourbourg.
Vers 1765, Louis-Valentin-Joseph de Mailly-Mametz (1727-1815), vicomte de Mailly-Mametz, fils de François de Mailly et de Marie de Melun (maison de Melun), est seigneur d'Ebblinghem. Né à Aire-sur-la-Lys le 14 février 1727, ancien colonel au régiment de la Marc-Infanterie, il meurt à Lille le 5 juillet 1815, à l'âge de 88 ans. Il a été le second mari en 1765 de Catherine-Louise le Prévost de Basserode, veuve de Pierre-François le Febure, écuyer, seigneur de Schoonvelde, fille de Jean-Ferdinand-Guillaume le Prévost de Basserode, chevalier, seigneur d'Hautgrenier, des Marissons, chevalier d'honneur au bureau des finances de la généralité de Lille, et de Marie-Thérèse Petit, dame de Mez, Féry, grands-parents de Charles François Marie Le Prévost de Basserode.
Pendant la Révolution française, le prêtre et le vicaire d'Ebblinghem acceptent sans discuter de prêter le serment prévu par la constitution civile du clergé. En cela, ils font quasiment figure d'exception en cette Flandre française profondément catholique et conservatrice en matière de religion. En juin 1793, la municipalité s'est opposée à l'enlèvement des cloches tel que décidé par la Convention nationale.
Pendant la Première Guerre mondiale, des troupes passent par Ebblinghem qui est située à l'arrière du front; ainsi par exemple, en mai 1917, la commune accueille des troupes d'infanterie venant du front de l'est.

## Héraldique
| Blason de la ville de Ebblinghem | Les armes d'Ebblinghem se blasonnent ainsi :"D'argent à une fasce d'azur, accompagnée de sept mouchetures d'hermines, quatre en chef et trois en pointe" . |

## Politique et administration
Maire en ? : Grégoire Célerin Serin Vankempen, ex membre du Corps Législatif, ancien maire, membre  du collège électoral du Nord en 1812, date de sa mort.
Maire en 1802-1803 : Jacq. Smagghe.
Maire en 1807-1808 : Vankempen'.
Maire en 1812 : Charles Serin François Van Kempen.
Maire en 1854 : Nicolas Spanneut.
Maire en 1881 : Van Gradelle.
Maire en 1883-1887-1888 : Aug. Dumont.
Maire de 1889 à 1895  et de 1897 à 1898 : L. de Palmaert.
Maire de 1898 à 1908 : René de Palmaert.
Maire de 1908 à 1914 : Ed. Sicauld de Mariol.
Maire de 1922 à 1925 : Léon Decool.
Maire en 1925-1926 : André Brisbart.
Maire de 1926 à 1939 : Léon Lelong.
Maire de 1951 à 1959 : F. Vanlerberghe.
Maire de 1959 à 1977 : Gilbert Wallart.

Maire de 1977 à 1978 au moins : P.J. Ruckebusch.

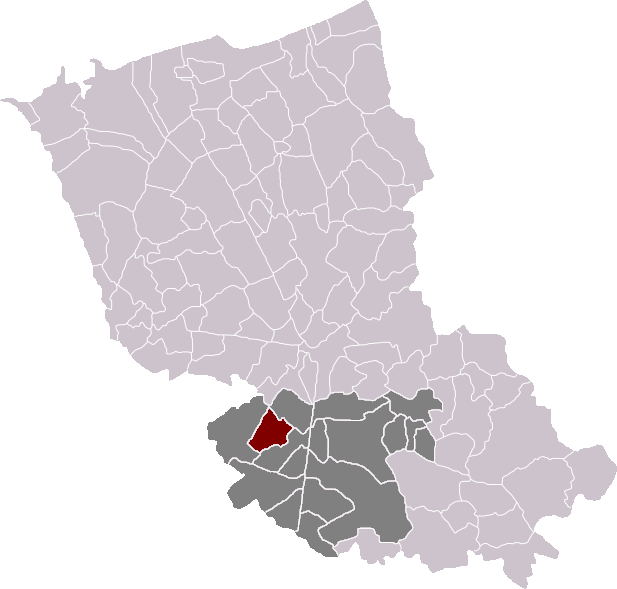
Ebblinghem dans son canton et son arrondissement

| Période                                  | Période                       | Identité                                           | Étiquette | Qualité |
| ---------------------------------------- | ----------------------------- | -------------------------------------------------- | --------- | ------- |
| mars 2001                                | mars 2014                     | Bernard Westeel                                    |           |         |
| 2014                                     | En cours (au 07 Février 2024) | Sandrine Keignaert Réélue pour le mandat 2020-2026 |           |         |
| Les données manquantes sont à compléter. |                               |                                                    |           |         |

## Population et société

### Démographie

#### Évolution démographique
L'évolution du nombre d'habitants est connue à travers les recensements de la population effectués dans la commune depuis 1793. Pour les communes de moins de 10 000 habitants, une enquête de recensement portant sur toute la population est réalisée tous les cinq ans, les populations de référence des années intermédiaires étant quant à elles estimées par interpolation ou extrapolation. Pour la commune, le premier recensement exhaustif entrant dans le cadre du nouveau dispositif a été réalisé en 2004.

En 2022, la commune comptait 658 habitants, en évolution de −3,38 % par rapport à 2016 (Nord : +0,51 %, France hors Mayotte : +2,11 %).
| 1793 | 1800 | 1806 | 1821 | 1831 | 1836 | 1841 | 1846 | 1851 |
| ---- | ---- | ---- | ---- | ---- | ---- | ---- | ---- | ---- |
| 913  | 690  | 761  | 761  | 710  | 708  | 717  | 718  | 720  |

| 1856 | 1861 | 1866 | 1872 | 1876 | 1881 | 1886 | 1891 | 1896 |
| ---- | ---- | ---- | ---- | ---- | ---- | ---- | ---- | ---- |
| 737  | 751  | 781  | 726  | 693  | 703  | 705  | 696  | 647  |

| 1901 | 1906 | 1911 | 1921 | 1926 | 1931 | 1936 | 1946 | 1954 |
| ---- | ---- | ---- | ---- | ---- | ---- | ---- | ---- | ---- |
| 646  | 611  | 617  | 572  | 525  | 479  | 468  | 485  | 486  |

| 1962 | 1968 | 1975 | 1982 | 1990 | 1999 | 2004 | 2006 | 2009 |
| ---- | ---- | ---- | ---- | ---- | ---- | ---- | ---- | ---- |
| 452  | 420  | 413  | 446  | 501  | 554  | 539  | 550  | 634  |

| 2014 | 2019 | 2022 | - | - | - | - | - | - |
| ---- | ---- | ---- | - | - | - | - | - | - |
| 663  | 658  | 658  | - | - | - | - | - | - |

#### Pyramide des âges
La population de la commune est relativement jeune.
En 2018, le taux de personnes d'un âge inférieur à 30 ans s'élève à 38,3 %, soit en dessous de la moyenne départementale (39,5 %). À l'inverse, le taux de personnes d'âge supérieur à 60 ans est de 19,6 % la même année, alors qu'il est de 22,5 % au niveau départemental.
En 2018, la commune comptait 344 hommes pour 322 femmes, soit un taux de 51,65 % d'hommes, largement supérieur au taux départemental (48,23 %).
Les pyramides des âges de la commune et du département s'établissent comme suit.
| Hommes | Classe d’âge | Femmes |
| ------ | ------------ | ------ |
| 0,0    | 90 ou +      | 0,3    |
| 3,2    | 75-89 ans    | 3,8    |
| 16,2   | 60-74 ans    | 15,7   |
| 17,9   | 45-59 ans    | 19,2   |
| 22,4   | 30-44 ans    | 24,8   |
| 16,5   | 15-29 ans    | 13,8   |
| 23,8   | 0-14 ans     | 22,3   |

| Hommes | Classe d’âge | Femmes |
| ------ | ------------ | ------ |
| 0,5    | 90 ou +      | 1,4    |
| 5,3    | 75-89 ans    | 8,1    |
| 14,8   | 60-74 ans    | 16,2   |
| 19,1   | 45-59 ans    | 18,4   |
| 19,5   | 30-44 ans    | 18,7   |
| 20,7   | 15-29 ans    | 19,1   |
| 20,2   | 0-14 ans     | 18     |

## Lieux et monuments
- La Gare d'Ebblinghem
- Le Château du Creusaert (XVIIIe siècle), incendié le 6 mars 2009, rasé en majeure partie en juin 2011.
- Cimetières militaires du Commonwealth : Ebblinghem Military Cemetery

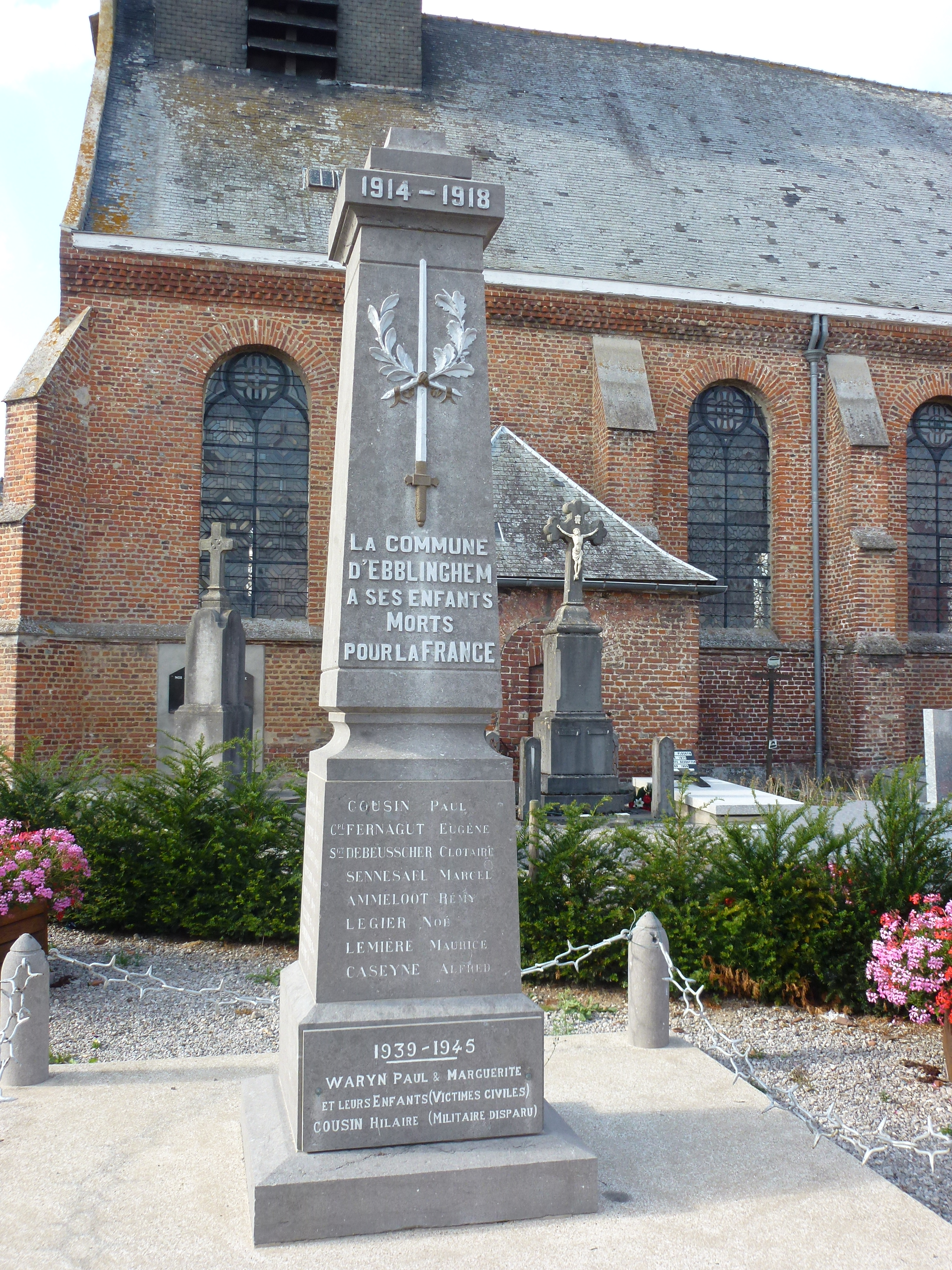
monument aux morts
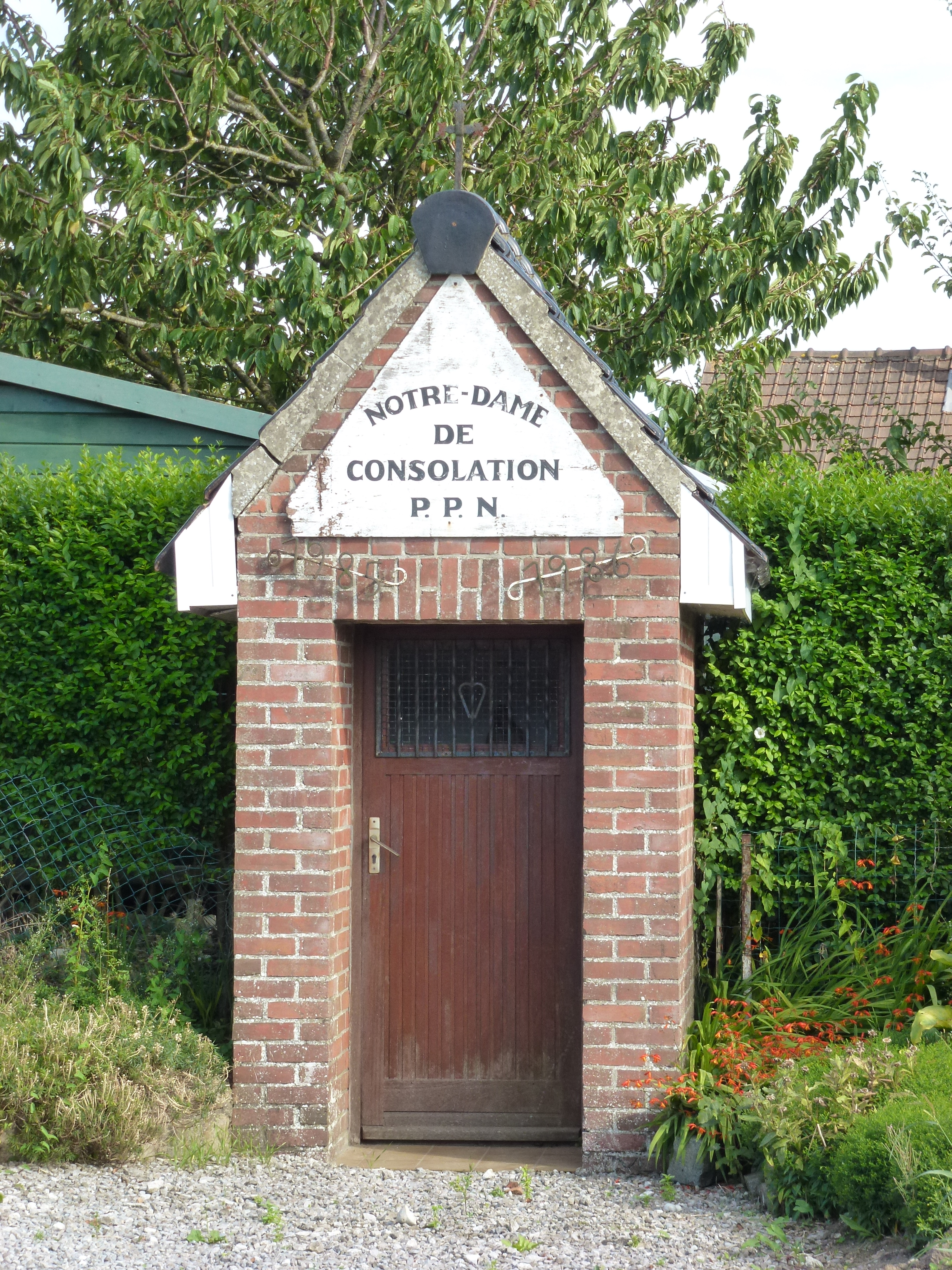
oratoire Notre-Dame de Consolation
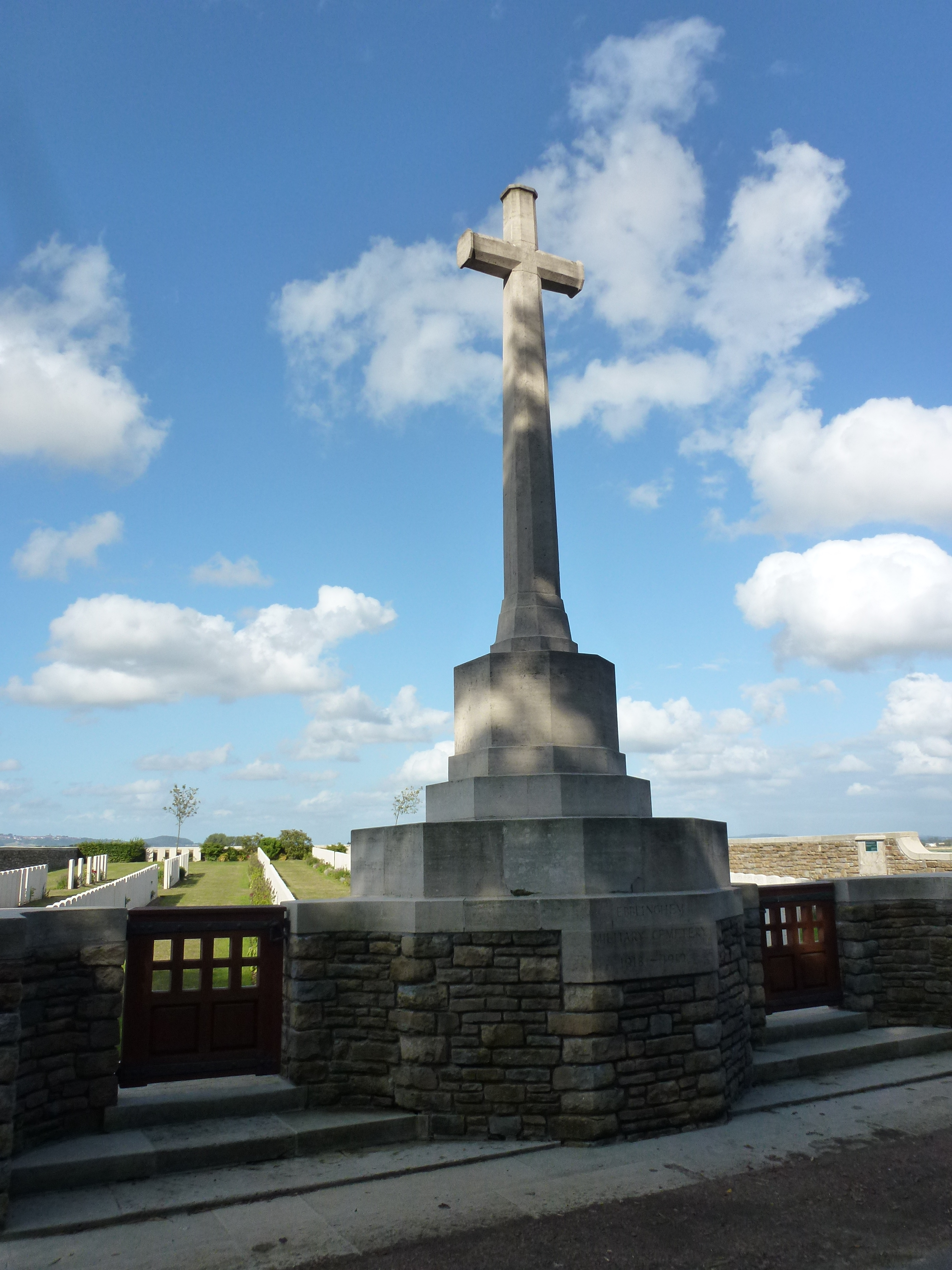
cimetière militaire

### Église
L'église Saint Samson a été restaurée en 2015.

## Personnalités liées à la commune

### Seigneurs d'Ebblinghem
- Antoine van Steenbeke est seigneur d'Ebblinghem, vers 1570. Il a épousé Agnès Massiet.
- Jeanne van Steenbeke, fille d'Antoine, est dame d'Ebblinghem (les hommes sont seigneur de, les femmes sont dame de). Elle prend pour mari Wallerand de Mametz, chevalier, seigneur de Cahen et de Wisque (sans doute Wisques), fils de Jean Ier de Mametz, seigneur de Lampernesse, et de Jeanne de Neele.
- Jean II de Mametz, fils de Wallerand, chevalier, seigneur d'Ebblinghem et de Cahen, épouse Marie de Bryas, (famille de Bryas), fille de Jean, chevalier, seigneur de Royon, lieutenant au gouvernement d'Hesdin, et d'Anne de Dion.
- À la fin du XVIIe siècle, François-Florent de Mailly-Mametz, fils de Jean II, chevalier, est baron d'Ebblinghem. Il a épousé Françoise-Henriette de Sainte-Aldegonde, dame de Spy.
- Maximilien-François de Mailly-Mametz, fils de François-Florent, baron d'Ebblinghem, épouse Marie-Anne de Tenremonde (famille de Tenremonde), fille de Lamoral-François, chevalier, seigneur de Mérignies et de La Broye, et de Marie-Madeleine Van der Meer.

## Pour approfondir